# リケッチア目
リケッチア目 (リケッチアもく、Rickettsiales) は、アルファプロテオバクテリア網に属する分類群の一つ。そのほとんどは他の生物の細胞内でのみ生存可能である（偏性細胞内寄生体）。ヒトに各種疾病を引き起こすリケッチアのような病原体や、家畜に被害をもたらすエールリキア、また全節足動物の3分の2、さらにフィラリア線虫のほぼすべてに感染するボルバキアも含まれる。宿主は真核生物に限定される。細胞内共生によりミトコンドリアの起源となった細菌はリケッチア目かその近縁グループに属していたと考えられている。ウイルスがリケッチアやそれに類似の生物から生じたと考える者もいる。培養が困難であることもあり、プロテオバクテリアの中でも謎につつまれたグループといえる。

## 分類
もともとリケッチア目 (Rickettsiales　Gieszczkiewicz 1939) にはすべての偏性細胞内寄生細菌を含めていたが、その後にクラミジアやQ熱病原体 (コクシエラ菌 Coxiella burnetii) などは近縁性が低いとして取り除かれた（クラミジアはクラミジア門に、またコクシエラはガンマプロテオバクテリア綱に属する）。現在の体系では、リケッチア科（Rickettsiaceae）とエールリキア科（Ehrlichiaceae）の2科が存在する。ホロスポラ科（Holosporaceae）が含められる場合があるが、近年ではホロスポラ目（Holosporales）として別系統に分類されている。同様に、海洋中から発見されたSAR11という難培養系統も、現在ではペラギバクター目（Pelagibacterales）として別系統に分類されている。
リケッチア科 Rickettsiaceae
細胞質で自由に増殖する。Rickettsia（リケッチア属）やOrientia（オリエンティア属）などの3属から成る。
エールリキア科 Ehrlichiaceae
細胞質に寄生胞を作り、その内部で増殖する。Anaplasma（アナプラズマ属）、Ehrlichia（エールリキア属）、Wolbachia（ボルバキア属）など6属から成る。

### 過去に所属していた科
- アナプラズマ科
Anaplasmataceae Philip 1957[16] (IJSEMリストに掲載 1980[2])

1993年から所属していたが現在はエールリキア科 Ehrlichiaceaeに変更された。
- バルトネラ科 Bartonellaceae Gieszczykiewicz 1939[17] (IJSEMリストに掲載 1980[2])

1962年から所属していたが現在はヒフォミクロビウム目　Hyphomicrobiales Douglas 1957 (IJSEMリストに掲載 1980)に移動している。
- クラミジア科 Chlamydiaceae Rake 1957[18] (IJSEMリストに掲載 1980[2])

1962年から所属していたが現在はクラミジア目　Chlamydiales Storz and Page 1971 (IJSEMリストに掲載 1980)に移動している。
- ホロスポラ科 Holosporaceae Görtz and Schmidt 2006[19] (IJSEMリストに掲載 2006[20])

2005年から所属していたが現在はホロスポラ目　Holosporales Szokoli et al. 2020に移動している。